# دو اژدها (فیلم ۱۹۹۴)
دو اژدها (به انگلیسی: Double Dragon) یک فیلم رزمی و اکشن آمریکایی محصول سال ۱۹۹۴ که بر اساس سری بازی‌های ویدئویی با همین نام و توسط جیمز یوکیچ کارگردانی شده‌است، بازیگران فیلم مارک داکاسیوس و اسکات ولف در نقش برادران جیمی و بیلی لی و آلیسا میلانو در نقش ماریان دلاریو و رابرت پاتریک به ایفای نقش می‌پردازند. داستان این فیلم در سال ۲۰۰۷ در لس آنجلس، کالیفرنیا رخ می‌دهد.

## بازیگران
- اسکات ولف در نقش بیلی لی، برادر جوان لی
- مارک داکاسیوس در نقش جیمی لی، برادر بزرگ لی
- آلیسا میلانو در نقش ماریان دلاریو
- رابرت پاتریک به عنوان کوگا شوکو / ویکتور گیسمن
- جولیا نیکسون-سل
- لئون راشام در نقش رئیس دالاریو، رئیس ستاد پلیس نیوجرسی و پدر ماریان و مارک دلاریو.
- کریستینا واگنر
- جورج همیلتون
- اندی دیک